# Im Bang-ul
Im Bang-ul (la clochette) est un chanteur de pansori coréen.
Im nait le 20 avril 1905 dans le Jeolla du Sud sous le nom d'Im Seung-geun. Il fait ses débuts en pansori avec son oncle Kim Chang-hwan puis rentre à 12 ans dans une compagnie d'opéra traditionnel où il se spécialise dans le seopyeonje. Il apprend ensuite le dongpyeonje avec Yu Seong-jun avant que sa voix commence à muer.
Le succès arrive à la suite d'un concours de pansori en 1929 à Séoul. Il devient connu jusqu'au Japon et en Mandchourie et vend 1,2 million d'albums.